# Андреас Кльоппер
Андреас Кльоппер (нім. Andreas Klöpper) — львівський міщанин XV ст., купець. Райця (1418—1430) та бурмистр Львова (1425—1426). Засновник Клепарова.

## Життєпис
Батько Андреаса, Ганко (Йоганн) Кльоппер — один з перших відомих львівських пивоварів, який у 1384 році купив у львів'янина Петра Сакса броварню навпроти братів міноритів (францисканців) на території нинішнього Клепарова. Про походження Ганка Кльоппера джерела не згадують. Ймовірно, він перебрався до Львова за часів Владислава Опольського, що правив Галичиною від імені Людовика Угорського, а відтак, можливо, походив з Сілезії, як Владислав Опольський і значна частина представників німецької громади Львова.
Займався торгівлею, мав нерухомість на вулиці Татарській та на Ринку. В 1419 році (за іншими даними, в 1430) заснував фільварок Кльоппергоф (нім. Klöpperhof), звідки походить назва львівської місцевості Клепарів.

## Сім'я
З Доротою Лянґзайдель (нім. Dorothea Langseidel) мали дітей:
- Станіслав (Стано) Кльоппер — львівський купець, міський райця (1461—1488) та війт Львова (1466)
- донька N, в шлюбі з Миколаєм з Переворська
- донька Анна, в шлюбі з Міхаелем Шубертом

Сестра Андреаса Анна була одружена з Іваном Толмачем, львівським купцем та бурмистром, а по його смерті успадкувала Голоско.